# میتسوهیرو هیداکا
میتسوهیرو هیداکا (انگلیسی: Mitsuhiro Hidaka؛ زادهٔ ۱۲ دسامبر ۱۹۸۶) خواننده، رقصنده، تهیه‌کننده موسیقی، خواننده رپ، و بازیگر اهل ژاپن است.